# المواهيل (حبيش)

تعديل مصدري - تعديل

المواهيل محلة تابعة لقرية الصلوة، التابعة لعزلة الجعافرة بمديرية حبيش إحدى مديريات محافظة إب في الجمهورية اليمنية، بلغ تعداد سكانها 102 حسب تعداد اليمن لعام 2004.